# Parahybos zhejiangensis
Parahybos zhejiangensis är en tvåvingeart som beskrevs av Yang 1995. Parahybos zhejiangensis ingår i släktet Parahybos och familjen puckeldansflugor.
Artens utbredningsområde är Zhejiang (Kina). Inga underarter finns listade i Catalogue of Life.